# Петро Сагайдачний (срібна монета)
«Петро́ Сагайда́чний» — срібна пам'ятна монета номіналом 10 гривень, випущена Національним банком України, присвячена гетьману українського реїстрового козацтва у 1614—1616 i 1620—1622 років, Петру Кононовичу Сагайдачному (Конашевичу-Сагайдачному) — видатному воїначальнику, дипломату, захиснику національної культури та освіти.
Монету введено в обіг 6 березня 2000 року. Вона належить до серії «Герої козацької доби».

## Опис монети та характеристики
| Номінал грн. | Метал  | Маса, г      | Діаметр, мм | Якість виготовлення | Гурт     | Тираж, штук |
| ------------ | ------ | ------------ | ----------- | ------------------- | -------- | ----------- |
| 10           | срібло | 31,1 / 33,62 | 38,6        | пруф                | рифлений | 10 000      |

### Аверс
На аверсі монети зображена одна для всієї серії композиція, що відображає національну ідею Соборності України: з обох боків малого Державного герба України розміщені фігури архістратига Михаїла і коронованого лева — герби міст Києва та Львова. Навколо зображення розміщені стилізовані написи, розділені бароковим орнаментом: «УКРАЇНА», «10 ГРИВЕНЬ», «2000», позначення та проба металу — Ag 925 і його вага у чистоті — 31,1.

### Реверс

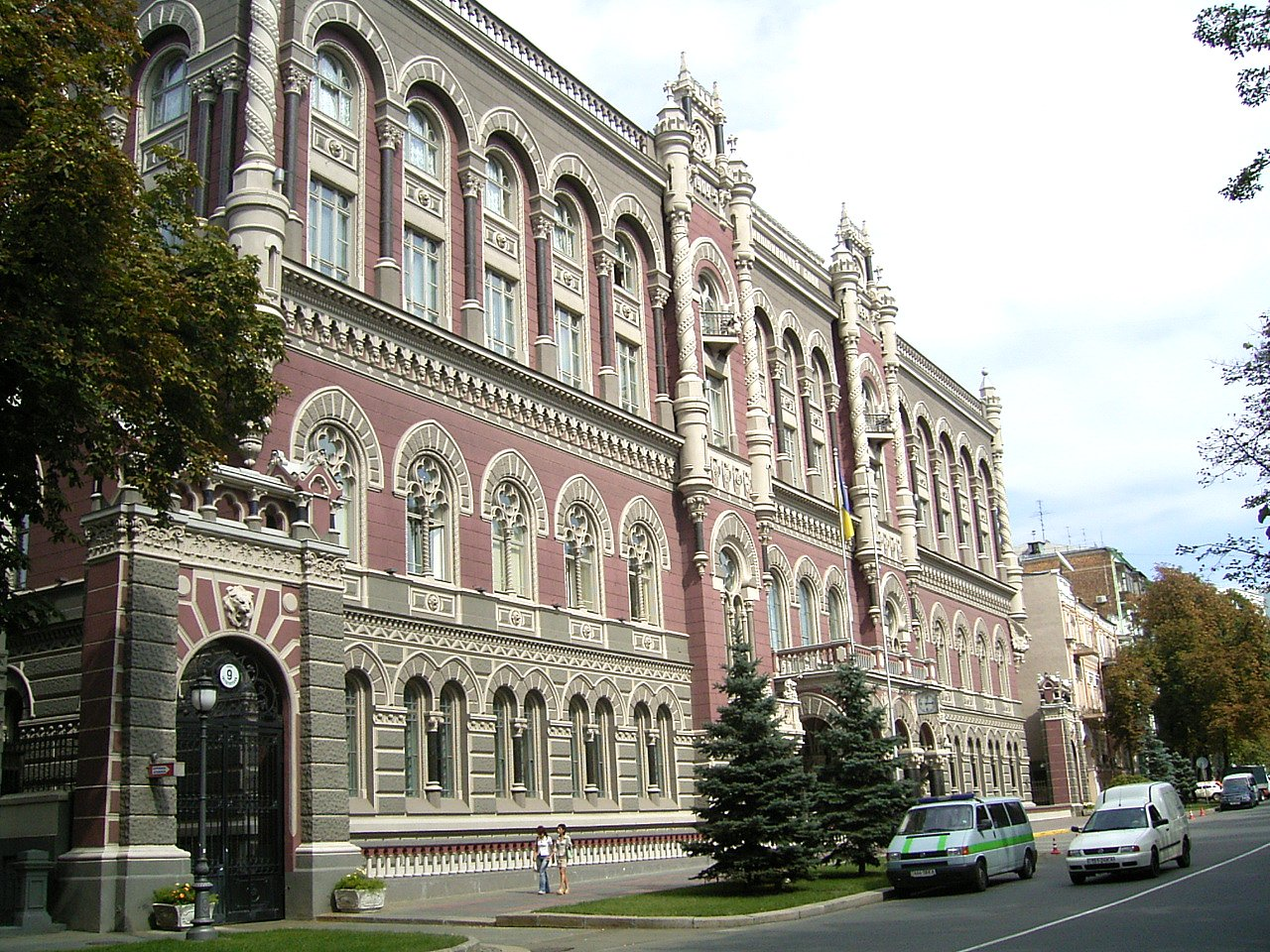
Будівля Національного банку України

На реверсі монети розміщено зображення батальної сцени на Чорному морі, овальний портрет гетьмана, дата його смерті та круговий стилізований напис: «ПЕТРО КОНАШЕВИЧ САГАЙДАЧНИЙ».

## Автори
- Художник — Івахненко Олександр.
- Скульптор — Чайковський Роман.

## Вартість монети
Ціна монети — 575 гривень була вказана на сайті Національного банку України в 2012 році.
Фактична приблизна вартість монети, з роками змінювалася так:
| Рік        | 2010 | 2011 | 2012 | 2013 | 2014 | 2015 | 2016 | 2017 | 2018  | 2019  | 2020 | 2021  | 2022  | 2023  | 2024  | 2025  |
| ---------- | ---- | ---- | ---- | ---- | ---- | ---- | ---- | ---- | ----- | ----- | ---- | ----- | ----- | ----- | ----- | ----- |
| Ціна, грн. | 380  | 500  | 550  | 550  | 555  | 655  | 750  | 940  | 1 000 | 1 030 | 960  | 1 100 | 1 300 | 2 000 | 3 200 | 3 600 |